# The Diamond Thieves (film 1916)
The Diamond Thieves è un cortometraggio muto del 1916 diretto da Wilbert Melville.

## Produzione
Il film fu prodotto dalla Lubin Manufacturing Company.

## Distribuzione
Distribuito dalla General Film Company, il film - un cortometraggio in una bobina - uscì nelle sale USA il 7 febbraio 1916.